# Hội chứng Edwards
Hội chứng Edwards, còn được gọi là trisomy 18, là một rối loạn di truyền gây ra bởi bản sao thứ ba của tất cả hoặc một phần của nhiễm sắc thể 18. Nhiều bộ phận của cơ thể bị ảnh hưởng. Em bé thường được sinh ra với cơ thể nhỏ và có khuyết tật tim. Các đặc điểm khác bao gồm đầu nhỏ, hàm nhỏ, nắm chặt bàn tay với ngón tay chồng chéo và khuyết tật trí tuệ nghiêm trọng.
Hầu hết các trường hợp hội chứng Edwards xảy ra do các vấn đề trong quá trình hình thành các tế bào sinh sản hoặc trong quá trình phát triển ban đầu. Tỷ lệ bệnh tăng theo tuổi của người mẹ. Các trường hợp hiếm khi có thể được di truyền từ cha mẹ của một người. Đôi khi, không phải tất cả các tế bào đều có nhiễm sắc thể thêm, được gọi là thể khảm và các triệu chứng trong những trường hợp này có thể ít nghiêm trọng hơn. Siêu âm có thể làm tăng sự nghi ngờ về tình trạng này, có thể được xác nhận bằng chọc ối.
Điều trị có tính hỗ trợ. Sau khi có một đứa con với tình trạng này, nguy cơ sinh con thứ hai thường là khoảng một phần trăm. Đây là tình trạng thường gặp thứ hai do nhiễm sắc thể thứ ba khi sinh, sau hội chứng Down.
Hội chứng Edwards xảy ra ở khoảng một trong 5.000 ca sinh. Một số nghiên cứu cho thấy rằng nhiều em bé sống sót được sinh ra là bé gái. Nhiều em bé trong số những bé bị ảnh hưởng chết trước khisinh ra. Tỷ lệ sống sau một năm ra đời là khoảng 5-10%. Hội chứng này được đặt theo tên của John Hilton Edwards, người đầu tiên mô tả hội chứng này vào năm 1960.